# Urotropis micropora
Urotropis micropora är en mångfotingart som beskrevs av Carl Graf Attems 1914. Urotropis micropora ingår i släktet Urotropis och familjen Spirostreptidae. Inga underarter finns listade i Catalogue of Life.